# Beate Kammler
Beate Kammler (* 29. August 1943 in Frankfurt (Oder); Geburtsname Beate Bade) ist eine deutsche Seglerin, Journalistin und Übersetzerin.

## Leben
Beate Kammler wurde als Tochter des Arztes Gunter Bade und seiner Ehefrau Ursula geboren. Das Abitur legte sie in Delmenhorst ab, anschließend studierte sie Germanistik und Sport an der Freien Universität Berlin und in Kiel. Dort machte sie erste Segelerfahrungen und erwarb den A-Schein. Nach einem Wechsel an die Pädagogische Hochschule Berlin legte sie das Examen als Grundschullehrerin ab. In Berlin lernte sie ihren späteren Ehemann, den Ingenieur Peter Kammler, kennen, den sie 1967 heiratete. Gemeinsam bereiteten sie sich auf eine Weltumsegelung vor. 1969 legte Beate Kammler ihr zweites Staatsexamen ab, 1970 gab sie den Lehrerberuf auf. Von 1970 bis 1974 segelte das Ehepaar Kammler um die Welt. Während der Reise erschienen mehrere Zeitungsberichte, und nach ihrer Rückkehr veröffentlichte Beate Kammler den Reisebericht Komm, wir segeln um die Welt. Die Ehe mit Peter Kammler wurde geschieden, und Beate Kammler heiratete Uwe-Jens Zimmermann. Das Paar lebt in Berlin und Granada.

## Weltumsegelung
Die Weltumsegelung machte Ehepaar Kammler auf der Mauna Kea, einer Nicholson 38, gebaut von der englischen Werft Camper & Nicholsons mit der Baunummer 26. In den Sommerferien 1969 überführten sie die Ketsch aus England nach Mallorca. Ab Mai 1970 segelte das Paar über Madeira und die Kapverdischen Inseln in die Karibik. Während sie selbst nach Deutschland zurückkehrten, blieb die Mauna Kea in der Karibik. Ab Herbst 1971 setzten sie die Reise aus der Karibik durch den Panamakanal zu den Galapagosinseln fort. Sie segelten weiter zu den Marquesas und über Tahiti nach Australien. Dort hielten sie sich für sechs Monate überwiegend in Sydney auf. Peter Kammler fuhr in dieser Zeit als Crew auf der Salacia die Sydney-Hobart-Regatta 1972 mit. Sie reisten weiter entlang der Nordwestküste nach Bali, auf die Weihnachtsinsel und die Kokosinseln. Die Route sollte eigentlich durch den Sueskanal zurück ins Mittelmeer führen, die durch den Sechstagekrieg bedingte Sperrung verhinderte dies aber. Die Landpassage mit einem Lastwagen von Eilat am Roten Meer durch Israel, die andere Yachten nahmen, erschien Kammlers zu gewagt. Sie segelten ins südafrikanische Durban, wo sie sich wiederum länger aufhielten. Von dort ging es weiter um das Kap der Guten Hoffnung nach Kapstadt, Luanda und von dort nonstop in 46 Tagen auf dem Atlantik nordwärts nach Ponta Delgada auf den Azoren. Schließlich kehrten sie nach Mallorca zurück, wo sie die bereits verkaufte Mauna Kea dem neuen Eigner übergaben.
Während der Weltumsegelung trafen sie unter anderem auch Bobby und Carla Schenk.

## Schriften
- Komm, wir segeln um die Welt, Delius Klasing, Bielefeld 1975 und öfter, ISBN 3-7688-0211-6
  - Französische Übersetzung: Viens faire le tour du monde sur mon joli bateau, Éditions France-Empire, Paris 1977

### Übersetzungen
- Mike Saunders: Die Walkabouts: Ozeanfahrt mit Kind und Kegel, Delius Klasing, Bielefeld 1976, ISBN 3-7688-0233-7
- David Lewis: Ice bird: Einhand in Eis und Sturm, Delius Klasing, Bielefeld 1977, ISBN 3-7688-0256-6
- Naomi James: Ich und der Ozean, Delius Klasing, Bielefeld 1977, ISBN 3-7688-0310-4
- Naomi James: An Land und auf See, Delius Klasing, Bielefeld 1981, ISBN 3-7688-0367-8
- Tristan Jones: Gefangen im Eis: allein auf arktischem Kurs, Delius Klasing, Bielefeld 1981, ISBN 3-7688-1268-5